# Подольная
Подольная — деревня в Вожегодском районе Вологодской области.
Входит в состав Вожегодское городское поселение, с точки зрения административно-территориального деления — в Вожегодский сельсовет.
Расстояние до районного центра Вожеги по автодороге — 14 км. Ближайшие населённые пункты — Самойловская, Павловская, Ивановская.
По переписи 2002 года население — 7 человек.